# Emmanuele Vitale
Emmanuele Vitale (ur. 30 kwietnia 1758 w Rabacie, zm. 8 października 1802 na Gozo) – maltański notariusz, dowódca i mąż stanu. Podczas oblężenia Malty dowodził 10 000 nieregularnych maltańskich żołnierzy.

## Biografia

### Wczesny okres życia
Emmanuel Vitale urodził się w Rabacie 30 kwietnia 1758 roku. Jego rodzicami byli notariusz Saverio Vitale i Rosa Caruana. Pod wpływem ojca podjął studia na Malcie i został notariuszem. W latach 1785–1795 piastował po ojcu stanowisko kanclerza rady miasta (Chancellor of the Università) w Mdinie, dla której był wielkim dobroczyńcą.

### Francuska okupacja Malty
Francuzi odebrali Maltę Rycerzom św. Jana w roku 1798. Żołnierze francuscy pozostawieni na Malcie, pod wodzą generała Claude’a-Henriego Belgranda de Vaubois, natychmiast stali się niepopularni. Wielokrotnie łupili kościoły maltańskie, co spowodowało, że Vitale przechowywał w swoim domu precjoza kościoła św. Józefa w Rabacie. Kiedy Francuzi zamierzali zrabować adamaszek i srebro z klasztoru w Mdinie, dzięki wysiłkom Vitale zgromadził się rozzłoszczony tłum, aby przeszkodzić rabunkowi. Protesty szybko przerodziły się w powstanie przeciwko Francuzom, a Vitale zrobiony został naczelnym dowódcą maltańskich sił ochotniczych (z wyłączeniem sił z Zebbug i Siggiewi, które uznały swoim generałem kanonika Francesco Caruanę). Pod jego dowództwem usunęli oni Francuzów z Mdiny, wykorzystując do tego przejście na tyłach katedry św. Pawła, i następnego dnia opanowali Mdinę, masakrując lokalny garnizon francuski. Zaskoczeni Francuzi wycofali się do Valletty, gdzie przebywali przez resztę oblężenia.
W międzyczasie, 3 września, w Banca Giuratale w Mdinie Vitale i pozostali przywódcy utworzyli rząd tymczasowy – Zgromadzenie Narodowe (National Assembly). Zgromadzenie zaapelowało o pomoc międzynarodową, i wysłało przedstawiciela do Neapolu po wsparcie. Vitale, hrabia Salvadore Manduca, markiz Vincenzo de Piro i hrabia Ferdinand Thurna Castelliti wysłali list z prośbą o pomoc do brytyjskiego admirała Horatio Nelsona. Ten, a wkrótce potem komandor Alexander Ball, przybyli z posiłkami, a następnie portugalski markiz Nizza dostarczył żołnierzy, muszkiety i proch strzelniczy. W związku z nieporozumieniem między Vitale a Caruaną, kto powinien przewodzić, Ball został przewodniczącym Zgromadzenia, przemianowanego następnie na Kongres Narodowy (National Congress), w skład którego wchodzili przywódcy wsi oraz paru księży. Vitale był postrzegany w Kongresie jako przedstawiciel Mdiny, nie jako generał. Początkowo Ball był bardzo krytyczny wobec Vitale, opisując go jako ambitnego człowieka oraz złego administratora. To podejście zmieniło się po odkryciu jego zdolności przywódczych w trakcie oblężenia. 31 marca 1800 roku podpisał on, wraz z około dwudziestoma innymi przedstawicielami, list stwierdzający, że Maltańczycy chcą stać się poddanymi Wielkiej Brytanii. Francuzi skapitulowali 5 września 1800 roku.

### Lata późniejsze
Po opuszczeniu Malty przez Francuzów, Brytyjczycy objęli Maltę swoim protektoratem. Ball został Cywilnym Komisarzem. Mianował on Vitale luogotenente (przywódcą wsi) Senglei. 21 sierpnia 1801 roku, za rządów Cywilnego Komisarza Charlesa Camerona, został mianowany gubernatorem, komisarzem policji oraz inspektorem zdrowia Gozo.
Emmanuele Vitale zmarł 8 października 1802 roku, w wieku lat 44.

## Pozostałość
Vitale jest pamiętany na Malcie jako jeden z maltańskich przywódców powstania. Został on przedstawiony na znaczku pocztowym Malty z roku 2002, chociaż nie wiadomo, czy przedtawia on Vitale, czy raczej członka Reggimento dell’Artiglieria e Bombardieri Zakonu Świętego Jana.